# Oszynda
Oszynda (Apoderus) – rodzaj chrząszczy z nadrodziny ryjkowców i rodziny podryjowatych.

## Morfologia
Chrząszcze o ciele długości od 3,5 do 10,5 mm. Oskórek mają błyszczący. Ryjek mają krótki, gruby, prawie tak długi jak szeroki, z guzowatą wypukłością pomiędzy znajdującymi się przed środkiem jego długości nasadami 12-członowych czułków. Czułki są krótkie, u samców dłuższe niż u samic. Głowa za dużymi, okrągławymi i wyłupiastymi oczami jest znacznie dłuższa od ryjka i silnie zwęża się ku tyłowi, tworząc szyję. U samca owa szyja jest dłuższa i węższa niż u samicy. Przedplecze jest mniej więcej tak szerokie jak długie, o kształcie dzwonkowatym, ku przodowi silnie zwężonym i na przednim brzegu węższe niż połowa szerokości jego brzegu tylnego. Powierzchnię przedplecza cechuje delikatne punktowanie, podłużna bruzda przez środek oraz para podłużnych dołków przed nasadą. Duża i szeroka tarczka ma kształt trójkątny do trapezowatego. Prawie prostokątne w zarysie pokrywy mają wyraźnie zaznaczone: guzy barkowe, rzędy i międzyrzędy. U większości gatunków zapiersie ma rozszerzone epimeryty. Odnóża mają na wierzchołkach zagiętych goleni po jednym kolcu u samców i po dwa kolce u samic. Pygidium jest niezakryte przez pokrywy.

## Biologia i występowanie
Owady foliofagiczne. Wśród roślin żywicielskich znajdują się zarówno drzewa i krzewy, jak i rośliny zielne. Samice składają jaja do tutek uformowanych z liści roślin żywicielskich. Larwy żerują wewnątrz nich na miękiszu liści i tam też się przepoczwarczają.
Przedstawiciele rodzaju zasiedlają krainy: palearktyczną, orientalną i etiopską. Najliczniej reprezentowani są we wschodniej części Azji. W Polsce występuje jeden gatunek: oszynda leszczynowiec.

## Systematyka
Takson ten wprowadzony został w 1807 roku przez Guillaume’a-Antoine’a Oliviera. Attelabus coryli został wybrany jego gatunkiem typowym w 1810 roku przez Pierre’a-A. Latreille’a.
Do rodzaju tego należą m.in. następujące gatunki:
- Apoderus coryli (Linnaeus, 1758) – oszynda leszczynowiec
- Apoderus fidus Faust, 1890
- Apoderus jekelii Roelofs, 1874
- Apoderus kresli Legalov, 2003
- Apoderus ludyi Reitter, 1890
- Apoderus pseudofidus Legalov, 2003
- Apoderus volkovitshi Legalov, 2003

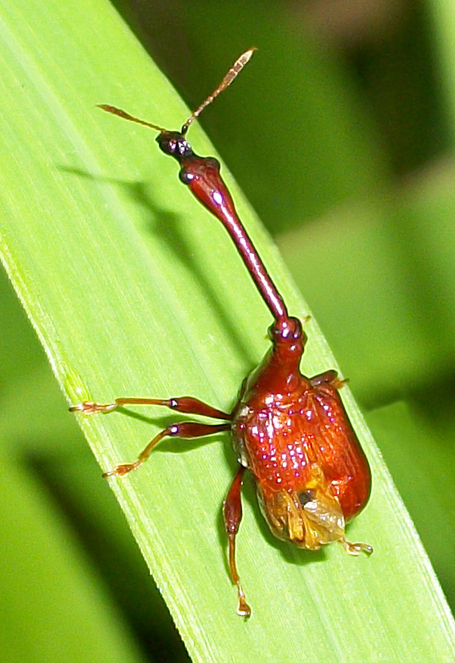
Apoderus longicollis
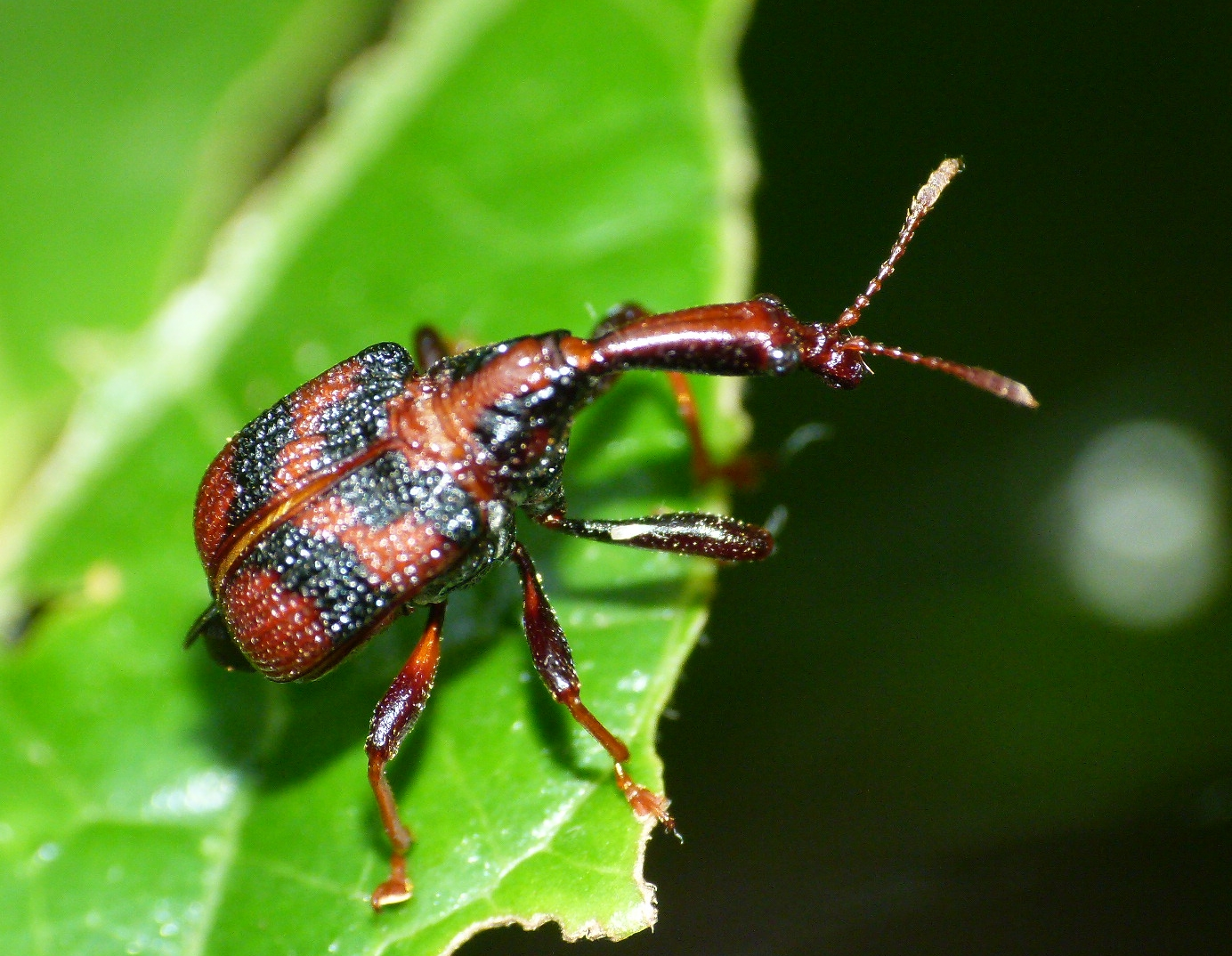
Apoderus tranquebaricus
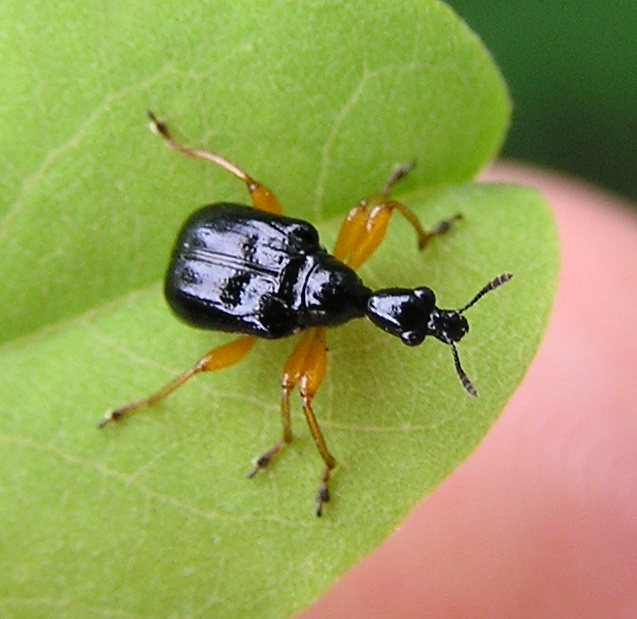
Apoderus erythrogaster
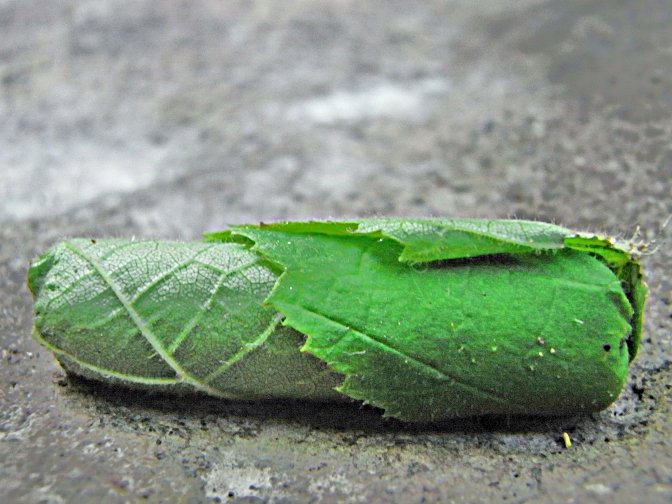
Tutka oszyndy leszczynowca
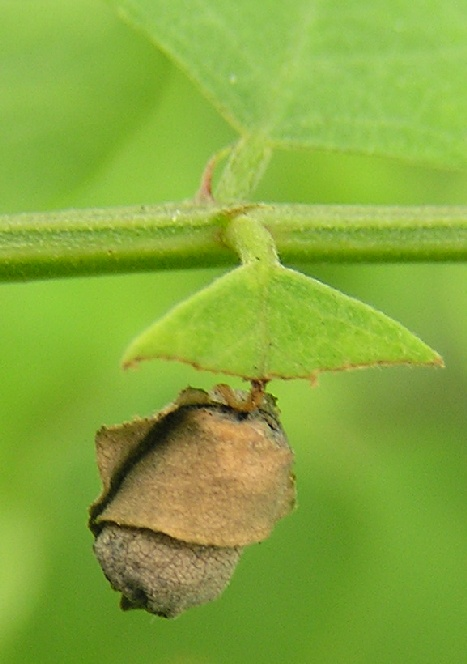
Tutka Apoderus erythrogaster